# Hoofdpagina
| Welkom op Wikipedia De vrije encyclopedie | Aantal artikelen: 2.182.638 Aantal actieve gebruikers: 3.783 Portaal van de week: Auto |

| Biologie | Geschiedenis | Kunst & Cultuur | Landen & Volken | Mens & Maatschappij | Politiek | Religie | Sport | Taal | Wetenschap & Technologie |

| Lake Tahoe Lake Tahoe is een groot zoetwatermeer in de Sierra Nevada, op de grens tussen de Amerikaanse staten Californië en Nevada. Het is het grootste bergmeer en op een na diepste meer van de Verenigde Staten. Het diepblauwe meer is een trekpleister voor binnenlands toerisme. Het bekken van Lake Tahoe werd gevormd door een geologische breuk, waardoor het land aan weerskanten omhoog kwam. In die slenk ontstond Lake Tahoe door schuivende gletsjers. Het meer is 490 km² groot, is tot 501 meter diep en heeft een volume van 150 km³. Het wordt gevoed door tal van kleine bergstromen, maar heeft slechts een uitstroom, de Truckee. Het bekken van Lake Tahoe, kortweg Tahoe genoemd, is erg bosrijk en heeft een gematigd mediterraan klimaat. (Lees verder) | \| Elene Achvlediani \| \| Werner Stertzenbach \| \| Veldhoven \| \| Gekko's \| \| Timoer Lenk \| \| Bernard Williams (filosoof) \| \| Voynichmanuscript \| \| Geschiedenis van de wiskunde \| | Wikipedia is een online encyclopedie die ernaar streeft om in alle erkende talen informatie te bieden die objectief, verifieerbaar en vrij herbruikbaar is. Het project is gebaseerd op vijf basisprincipes. De Nederlandstalige versie startte op 19 juni 2001 en is met meer dan 2,1 miljoen artikelen de op vijf na grootste van circa 340 taalversies. De encyclopedie is vrij bewerkbaar. Dat houdt in dat iedereen tekst en afbeeldingen kan toevoegen of aanpassen, met inachtneming van de basisregels. Voor de bewerkers zijn er diverse hulppagina's beschikbaar. Er is ook een snelcursus voor nieuwelingen. Zaken uitproberen kan in de zandbak en vragen kunnen gesteld worden bij de helpdesk. Voor privacyvragen kunt u hier terecht. |
| Elene Achvlediani | | |
| Werner Stertzenbach | | |
| Veldhoven | | |
| Gekko's | | |
| Timoer Lenk | | |
| Bernard Williams (filosoof) | | |
| Voynichmanuscript | | |
| Geschiedenis van de wiskunde | | |

| - ... de term genocide in 1944 werd bedacht door Raphael Lemkin? - ... de Kaspische slijkgarnaal (Chelicorophium curvispinum) omstreeks 1980 Nederland en België bereikte na een lange reis van de Zwarte Zee via onder andere het Main-Donaukanaal? - ... de Indiase premier Indira Gandhi (1966-1984) geen familie was van Mahatma Gandhi, maar de dochter van Jawaharlal Nehru, de eerste premier van India? - ... Maastricht, Venlo en een deel van het huidige Zeeuws-Vlaanderen van 1795 tot 1814 bij Frankrijk hoorden, als gevolg van het Verdrag van Den Haag? - ... Fiddlin' John Carsons eerste plaat in 1923 de deur opende voor andere artiesten om countrymuziek commercieel uit te brengen? | 'Shakey Sue', de zangeres van de Hongaarse punkrockband 'The Hellfreaks' |

| Oorlog Hamas-Israël De oorlog Hamas-Israël is een escalatie van het Israëlisch-Palestijns conflict die begon op 7 oktober 2023 en zich ontwikkelde tot een Israëlische militaire invasie in de Gazastrook. De aanleiding van de bombardementen en het gestarte grondoffensief door Israël in de Gazastrook was een gecoördineerde verrassingsaanval door de militante beweging Hamas vanuit de Gazastrook op Israël, onder de naam Operatie Al-Aksa-storm (Lees verder) | \| 22 mrt \| Rolf Schimpf (100), Duits acteur \| \| 21 mrt \| George Foreman (76), Amerikaans bokser \| \| 20 mrt \| Eddie Jordan (76), Iers autocoureur en Formule 1-teameigenaar \| \| 18 mrt \| Sonia Garmers (92), Curaçaos schrijfster \| \| 18 mrt \| Rob van der Heijden (79), Nederlands politicus \| |
| 22 mrt | Rolf Schimpf (100), Duits acteur |
| 21 mrt | George Foreman (76), Amerikaans bokser |
| 20 mrt | Eddie Jordan (76), Iers autocoureur en Formule 1-teameigenaar |
| 18 mrt | Sonia Garmers (92), Curaçaos schrijfster |
| 18 mrt | Rob van der Heijden (79), Nederlands politicus |

| 22 mrt | Twee Nederlandse winnaars in Milaan-San Remo De Nederlander Mathieu van der Poel wint voor de tweede keer in zijn carrière de wielerklassieker Milaan-San Remo door zijn twee medevluchters Tadej Pogačar en Filippo Ganna in de eindsprint te verslaan. Bij de eerste vrouweneditie van het Italiaanse wielermonument sinds 2005 zegeviert de Nederlandse Lorena Wiebes. |

| 20 mrt | Kirsty Coventry nieuwe IOC-voorzitster De Zimbabwaanse voormalige topzwemster Kirsty Coventry is in Griekenland verkozen tot voorzitster van het Internationaal Olympisch Comité. Zij is daarmee de allereerste vrouw en Afrikaan die dit ambt gaat bekleden. |

| 19 mrt | Burgemeester van Istanbul gearresteerd Ekrem İmamoğlu wordt in Turkije gearresteerd op verdenking van onder meer terrorisme en corruptie, vier dagen voor zijn verkiezing tot presidentskandidaat door zijn partij. De burgemeester van Istanbul wordt gezien als de belangrijkste tegenstander van zittend president Recep Tayyip Erdoğan. |

| 1648 | Sint Maarten Het Verdrag van Concordia regelt de verdeling van Sint Maarten in een Frans en een Nederlands deel. |

| 1801 | Paul I van Rusland De Russische tsaar Paul I wordt in Sint-Petersburg vermoord. Tijdens zijn regering streed Rusland tegen de gevolgen van de Franse Revolutie en de legers van Napoleon Bonaparte. |

| 1933 | Machtigingswet De Duitse Rijksdag neemt de Machtigingswet aan en zet daarmee zichzelf buitenspel. De volgende dag krijgt de NSDAP van Adolf Hitler vrij spel. |

| Wikipedia is onderdeel van de Wikimedia Foundation, een non-profitorganisatie, en heeft diverse zusterprojecten die ook van de wikisoftware gebruikmaken: Wikinieuws Vrije nieuwsbron WikiWoordenboek Vrij woordenboek Wikibooks Handleidingen & vrije boeken Wikisource Vrije bibliotheek Wikiquote Citaten & spreekwoorden Wikispecies Catalogus van levende wezens Wikiversity Vrije onderwijsprojecten Wikivoyage Vrije, wereldwijde reisgids Commons Vrije media Wikidata Vrije database Wikifuncties Bibliotheek met codefuncties Meta-Wiki Coördinatie MediaWiki Ontwikkeling wiki-software |